# 稲富祐秀
稲富 祐秀（いなどめ / いなとみ すけひで）は、戦国時代の武将。丹後一色氏の家臣。孫に稲富祐直。諱は直時（なおとき）ともいう。

## 生涯
祐秀は丹後国与謝郡の忌木城（弓木城）城主。
渡唐して鉄砲の術を学んだという人物・佐々木庄符次郎（少輔次郎）を居城に招き、鉄砲を数年習ってその術を修めたという。稲富流の伝書によると、祐秀が印可を受けたのは天文23年（1554年）のこととされている。
祐秀は嫡子の直秀（祐政）に鉄砲を伝え、直秀が38歳で死去すると、直秀の嫡子・直家（祐直）にこれを伝えた。直家はそれに工夫を加え、祐秀から伝えられた一巻の書は数十巻となり、その流儀は稲富流または一夢流（一夢は直家の号）と呼ばれるようになった。
祐秀は某年に死去した。享年63。